# Acanthaspidia drygalskii
Acanthaspidia drygalskii är en kräftdjursart som beskrevs av Ernst Vanhöffen 1914. Acanthaspidia drygalskii ingår i släktet Acanthaspidia och familjen Acanthaspidiidae. Inga underarter finns listade i Catalogue of Life.